# Morancas
Morancas es una localidad española del municipio de Campoo de Enmedio, perteneciente a la comunidad autónoma de Cantabria.

## Geografía
Se encuentra a una altitud de 981 m s. n. m. Dista 8 kilómetros de la capital municipal, Matamorosa.

## Historia
Hacia mediados del siglo XIX, el lugar, ya por entonces perteneciente al municipio de Enmedio, tenía contabilizada una población de 30 habitantes. Aparece descrito en el undécimo volumen del Diccionario geográfico-estadístico-histórico de España y sus posesiones de Ultramar de Pascual Madoz con las siguientes palabras:

MORANCAS: l. en la prov. de Santander (13 leg.), part. jud. de Reinosa (1/2), dióc., aud. terr. y c. g. de Búrgos (16 1/4), ayunt. de Enmedio (1/2). sit. en una elevada montaña que forma cord. desde Leon hasta los Pirineos; su clima es frio y nevoso en invierno; sus enfermedades mas comunes fiebres catarrales. Tiene unas 8 casas; igl. parr. (San Lorenzo) servida por un cura de provision del diocesano en patrimoniales, y buenas aguas potables. Confina N. Santiurde y Lantueno; E. Cañeda; S. Fresno y O. Aradillos. El terreno es de segunda calidad y de secano. Hay dos montes (la Canal y la Gragera) cubiertos de roble, haya, avellanos y otros arbustos, una cantera de piedra calar y algunos prados naturales. Los caminos son locales y malos: recibe la correspondencia en Reinosa cada interesado de por sí. prod.: trigo, cebada, legumbres y patatas cria ganado vacuno y lanar, y caza de varios animales. pobl.: 8 vec., 30 alm. contr.: con el ayunt. Las muchas deudas de que se vieron agobiados estos vec. obligaron á formar un convenio con el ayunt. de Reinosa, por el que cedieron todas sus tierras y demas, encargándose aquel de los pagos.
(Madoz, 1848, p. 587)

En 2023, la entidad singular de población de Morancas tenía empadronados 3 habitantes, todos ellos en el núcleo de población de ese nombre.

## Patrimonio
Hay en el lugar una iglesia de San Lorenzo.